# Heinrich August Wilhelm Stolze

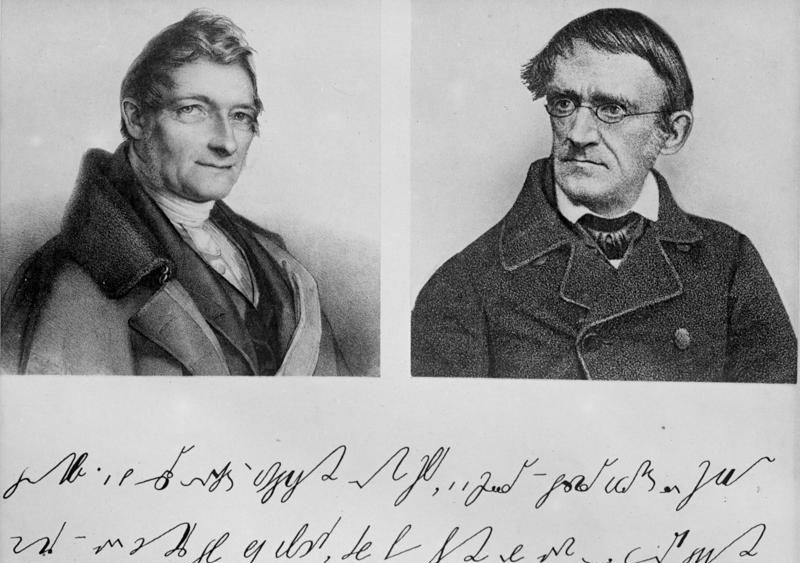
Franz Xaver Gabelsberger (links) und Wilhelm Stolze

Heinrich August Wilhelm Stolze (* 20. Mai 1798 in Berlin; † 8. Januar 1867 ebenda) war ein deutscher Stenograf.
Die heute in der Bundesrepublik Deutschland und der Republik Österreich amtliche Deutsche Einheitskurzschrift hat Wilhelm Stolze neben Franz Xaver Gabelsberger zum Stammvater. Noch stärker wirkt seine Arbeit im Einigungssystem Stolze-Schrey nach, das die Stenografen der deutschsprachigen Schweiz als Einheitssystem gewählt haben.

## Leben und Wirken

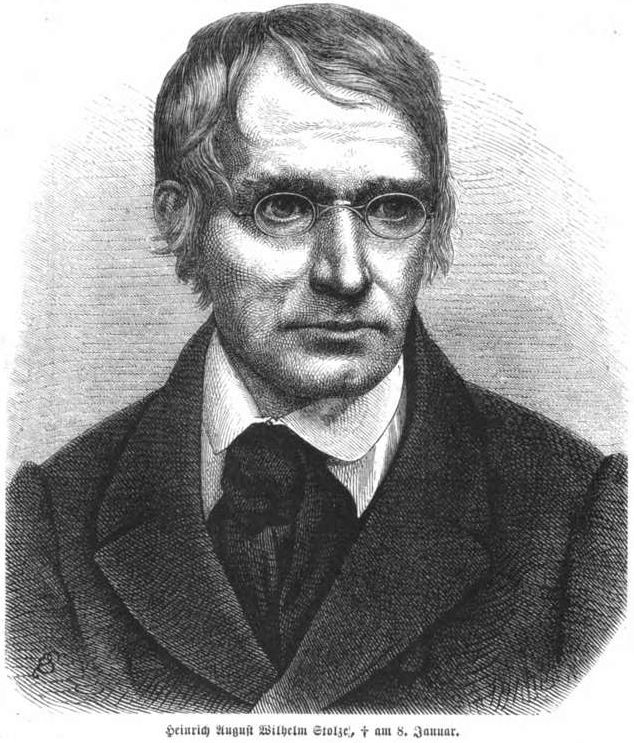
Heinrich August Wilhelm Stolze

Wilhelm Stolze erfand in den Jahren 1838 bis 1840 das erste streng wissenschaftliche Verfahren der Kurzschrift (Stenografie) für die deutsche Sprache. Nach Franz Xaver Gabelsbergers Durchbruch zwischen 1817 und 1834/1849 zur selbstständigen deutschen Schnellschreibkunst oder „kursiven Stenografie“ (gegenüber der älteren „geometrischen“ englisch-französischen), mit der erstmals die zahlreichen Mitlautverbindungen und Besonderheiten der deutschen Sprache zufriedenstellend bewältigt worden waren, und Gabelsbergers anschließendem Siegeszug durch die süddeutschen, habsburgischen und wettinischen Staaten erschloss demgegenüber Stolzes anspruchsvolleres, ja akkurates, jedoch zunehmend schwergewichtiges Verfahren zuerst Preußen, dann Norddeutschland und die Schweiz für das neuere Kurzschriftwesen. Kraft seiner umfassenden Rücksichten auf sprachkundliche Richtigkeit und jederzeitige Verlässlichkeit der Laut-, ja rechtschreiblichen Schriftbezeichnungen (Grundsätze, die Preußen sich, in Abgrenzung gegen die süddeutschen Staaten, zu eigen machte) stoppte Stolze die Ausbreitung der leichtfüßigeren Gabelsbergerschen „Redezeichenkunst“ über ganz Deutschland und trug damit ausschlaggebend zur jahrzehntelangen Fortsetzung des Ringens um immer neue Kurzschriftfortschritte im deutschen Sprachraum bei, wenngleich alle späteren Systeme an Einfluss und Verbreitung weit hinter dem Gabelsbergerschen bzw. Stolzeschen zurückbleiben sollten. Stolzes Schriftgedanken sind nach denen Gabelsbergers der Hauptquell, aus dem sich die heutige Deutsche Einheitskurzschrift (amtlich 1924, vereinfacht 1936 und 1968) speist.
Als Sohn eines Schuhmachermeisters war Stolze in ärmlichen Verhältnissen aufgewachsen. In der Hoffnung, Pfarrer werden zu können, besuchte er ab 1809 das Joachimsthalsche Gymnasium zu Berlin und schloss mit Erfolg ab; Geldnot aber versperrte ihm den Hochschulzugang, und so musste er ab 1817 seinen Lebensunterhalt als Angestellter in der Berliner Feuerversicherungsgesellschaft erarbeiten. Bereits 1819 indes begann er mit seinen eingehenden Vorarbeiten zu einer neuen deutschen Kurzschriftlehre. 1835 schied er aus seiner Anstellung und erhielt sich einige Jahre hindurch als selbständiger Geschäftsmann, wobei er damals jedoch schon seit längerem nebenher als Hauslehrer Altgriechisch und Latein sowie neuere Sprachen (Französisch, Englisch u. a.) unterrichtete. Nach eigenen Angaben 1838 endlich auf seine Lösung der Schwierigkeiten der Bezeichnung inlautender Selbstlaute in deutschen Stammwörtern gekommen – von wo aus er sein Verfahren nun von Grund auf neu gestaltete –, widmete er sich bis 1840 ausschließlich dessen Ausarbeitung. Dabei schloss er sich in Anschauung und Behandlung des Gegenstands aufs engste an die Einsichten von Karl Ferdinand Beckers idealischer deutscher Laut- und Wortbildungslehre an (im Gegensatz zu Grimms und Humboldts mehr geschichtlicher Sprachkunde). Zum Druck seines Theoretisch-practischen Lehrbuchs der deutschen Stenographie für höhere Schulen und zum Selbstunterricht, nach einer neuen Methode, welche Kürze und Vollständigkeit der Bezeichnungen miteinander verbindet verhalf ihm schließlich 1841 ein Sonder-Zuschuss des preußischen Unterrichtsministeriums.
Stolzes Schnell- (oder „Eng-“) Schreib-Verfahren hatte entscheidende Anstöße aus Gabelsbergers zuerst 1834 veröffentlichter »Anleitung zur deutschen Redezeichenkunst« empfangen, im Unterschied zu jenem hatte jedoch Stolze sich vor der Festlegung seiner eigenen Grundsätze jahrelang mit allen überhaupt geschichtlich bekannten Kurzschriftsystemen aus Altertum, Mittelalter und Neuzeit aufs eingehendste auseinandergesetzt. Sein idealischer Beckerscher Ansatz, umsichtig um Grimmsche und Humboldtsche Anschauungen und Einsichten ergänzt, gewann seiner Schrift durch erschöpfende wortkundliche Unterscheidungen hohen sprachwissenschaftlichen Gehalt, bewirkte indes zugleich eine größere Schwerfälligkeit als in der Schrift Gabelsbergers; letzteres machte Stolze einerseits durch eine Vermehrung seiner Kürzelzeichen für Endungen, Vor- und Nach- und Stamm-Silben auf beinahe 1000 Stück – deren Einsatz ihn und seine Schüler indes bald zum Mitschreiben auch der flüchtigsten Reden und Wortwechsel befähigte –, zum anderen aber durch deren vorschriftsmäßige Festlegung und abschließende Auflistung wett, was sein Verfahren dementsprechend nur noch schwieriger in solch ausgesprochener Bestimmtheit einhaltbar sein ließ. Wilhelm Stolze stellte auch eine Abbreviaturschrift vor (Näheres siehe dort).
Stolzes Absicht, seine Schrift breitesten Benutzerkreisen als allgemeine Geschäfts- und Gelegenheitsschrift an die Hand zu geben, ja mit ihr sogar die bisher übliche Schreibschrift allmählich zu ersetzen, scheiterte so an der Last der Schwierigkeiten, die er, höheren sprachkundlichen Aufschlüssen sowie seiner vorbildlichen Gewissenhaftigkeit in der Genauigkeit lautlicher und rechtschreiblicher Bezeichnung zuliebe, seiner Erfindung auflud. Weder breitere Bevölkerungsschichten noch allgemeine Lehranstalten nahmen sie an; Stenografen vom Fach hingegen leistete sie tadellose Dienste. 1844 schloss sich um ihn und seine Jünger Karl Gottlob Kreßler und Agathon Jaquet Berlins erster Kurzschriftverein, und 1845 begann Stolzes vereinfachte Anleitung zur deutschen Stenographie breitere Kreise anzusprechen. Ihre Auflage überschritt noch zu Lebzeiten weit die Zehntausend, später, nach durchgreifenden Beschneidungen des Systems durch seinen Sohn und Nachfolger Franz Stolze 1872, nahte sie der Hunderttausend. 1847 erstand das Stenographische Bureau beim Preußischen Landtag, das Stolze kurzzeitig entließ; seit 1848 war er jedoch dessen unangefochtenes Schulhaupt, und das „Bureau“ hielt später selbst über die Vereinfachungen seines Sohnes 1872 hinweg mit treuer Beharrung an Wilhelm Stolzes ursprünglichen Schriftgrundsätzen fest. Stolze starb ein Jahr nach der 25-Jahr-Feier des Bestehens seiner Methode 68-jährig als Begründer eines der beiden Hauptströme deutscher Schnellschreibkunst, dem schon damals Zehntausende anhingen.

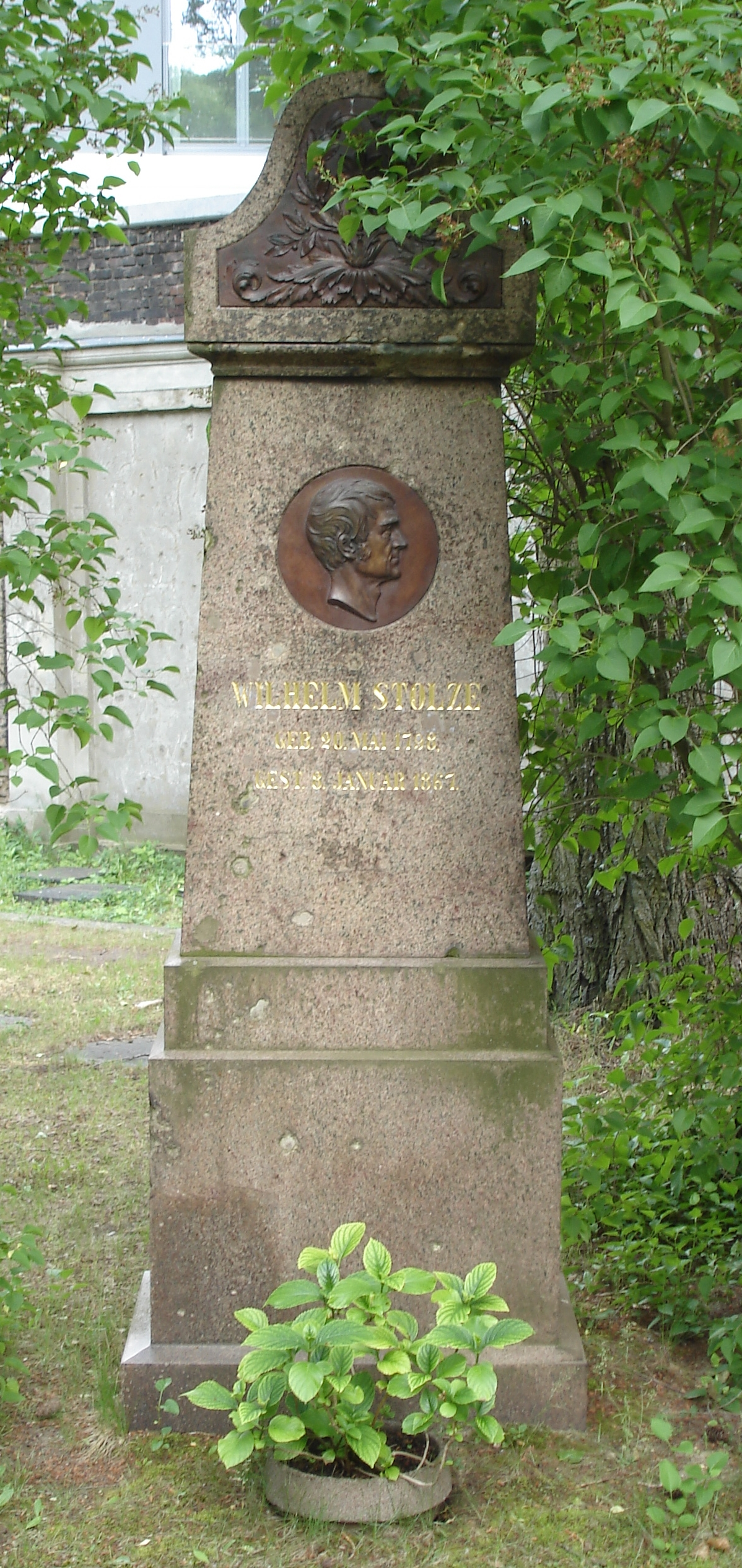
Grabstätte – Ansicht von vorne
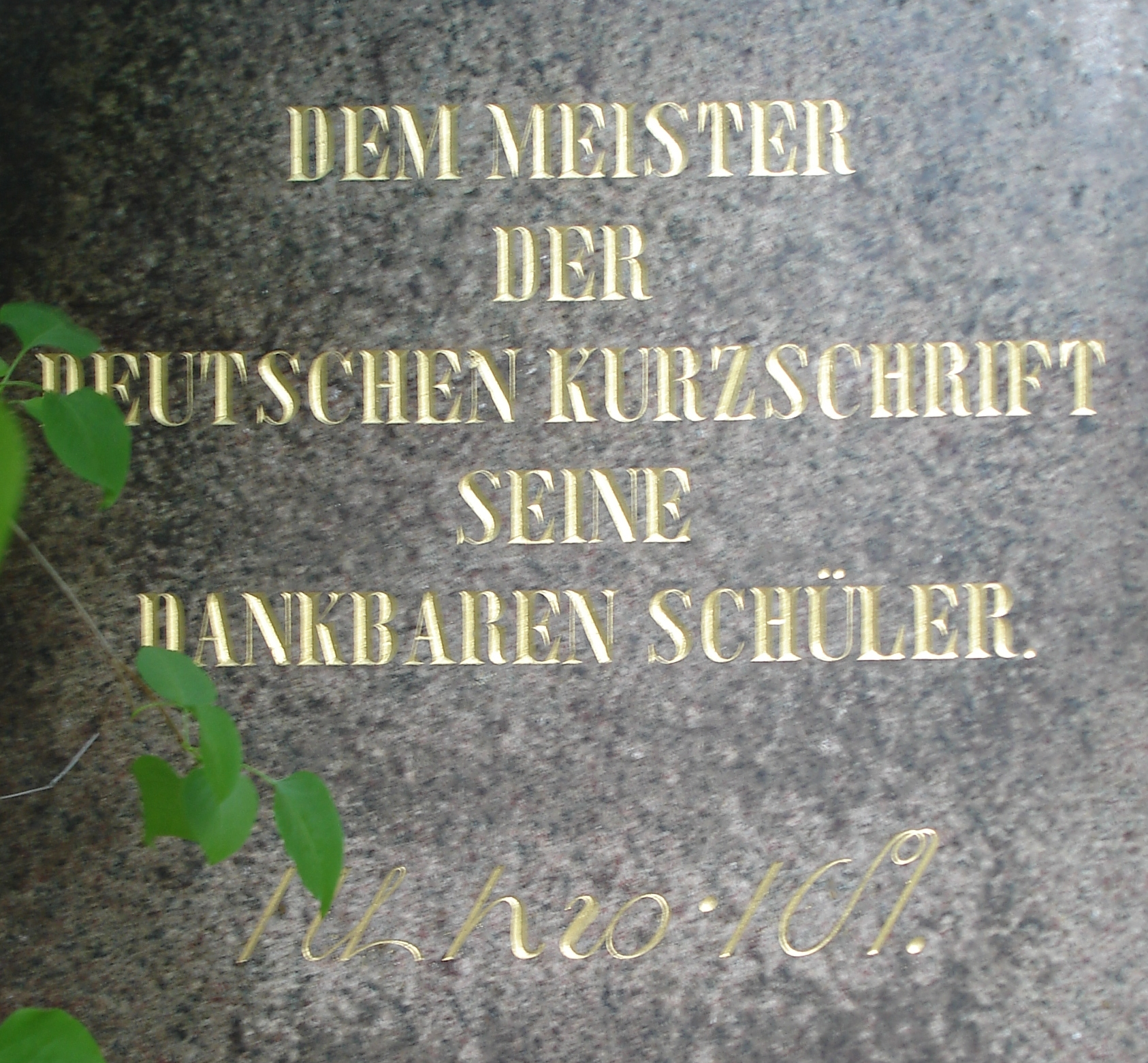
Grabstätte – Ansicht von hinten (Ausschnitt)

Sein Grab findet sich auf dem evangelischen Dom-Friedhof I in Berlin-Mitte, Liesenstraße 8, im Feld 3, G3.
Seit 1898 trägt eine Straße im Berliner Stadtteil Friedrichshain den Namen Wilhelm Stolzes, wie auch nach Gabelsberger und Heinrich Roller in Berlin Straßen benannt wurden. Auch in Dortmund wurde im Bezirk Ruhrallee eine Straße nach Wilhelm Stolze benannt: Die 1898 projektierte und 1899 fertiggestellte Stolzestraße erhielt ihren Namen zu Ehren des Stenographen.

## Veröffentlichungen
- Theoretisch-practisches Lehrbuch der deutschen Stenographie. 1. Teil, Nicolaische Buchhandlung, Berlin 1841, (Digitalisat), 2. Teil (Digitalisat)
- Theoretisch-praktisches Lehrbuch der deutschen Stenographie für höhere Schulen und zum Selbstunterricht. von Wilhelm Stolze. Mittler, Berlin 1888, Herausgeber Franz Stolze. (urn:nbn:de:hbz:061:1-6479). Beschreibung der zweiten und letzten Überarbeitung des Stolze-Kurzschriftsystems (Neu-Stolze) unter Franz Stolze vor dem Zusammenschluss zum Einheitssystem Stolze-Schrey.
- Anleitung zur deutschen Stenographie, 1. Aufl. Berlin 1845 u. ff.

Außerdem Lesebücher in stenografischer Schrift, Zeitschriftenaufsätze im Blatt des Berliner Centralvereins u. v. a. m.